# Chủ nghĩa Marx phương Tây
Chủ nghĩa Marx phương Tây là một dòng Marxist nổi lên ở Tây Âu và Trung Âu sau cuộc cách mạng Tháng Mười năm 1917 và sự lên ngôi của chủ nghĩa Lenin ở Nga. Thuật ngữ này được dùng để chỉ gộp các tư tưởng của nhiều nhà lý thuyết khác nhau, diễn giải chủ nghĩa Marx theo chiều hướng khác biệt so với dòng lý thuyết chính thống và dòng Marx-Lenin của Liên Xô.
Ít quan tâm hơn đến sự phân tích kinh tế, chủ nghĩa Marx phương Tây chú trọng việc nghiên cứu các xu hướng văn hóa của xã hội tư bản, vận dụng và triển khai các khía cạnh triết học và tính chủ quan của chủ nghĩa Marx, đồng thời kết hợp các phương pháp tiếp cận phi-Marxist, nhằm phân tích sự phát triển của văn hóa và lịch sử loài người. Một chủ đề quan trọng mà các nhà Marxist phương Tây nghiên cứu, đó là nguồn gốc tư tưởng của Karl Marx trong triết học của Georg Wilhelm Friedrich Hegel, cũng như sự phục hồi cái mà họ gọi là "Marx Trẻ". Mặc dù những nhân vật ban đầu của dòng tư tưởng này, chẳng hạn như György Lukács và Antonio Gramsci, đều là những chính khách; Perry Anderson vào giữa những năm 1970 đã nhấn mạnh rằng chủ nghĩa Marx phương Tây sau Chiến tranh thế giới thứ hai được xây dựng chủ yếu bởi các nhà triết học hàn lâm, chẳng hạn như Theodor Adorno, Galvano Della Volpe và Herbert Marcuse, cùng nhiều nhân vật khác.
Kể từ những năm 1960 trở đi, dòng tư tưởng này đã hòa quyện với trào lưu Cánh tả Mới. Trong khi nhiều nhà Marxist phương Tây là tín đồ của chủ nghĩa nhân văn Marx, cũng có các nhà tư tưởng thuộc trường phái này chỉ trích mạnh mẽ chủ nghĩa Hegel và chủ nghĩa nhân văn, chẳng hạn như Louis Althusser và Nicos Poulantzas.

### Trích dẫn
1. ↑  Jacoby 1991, tr. 581.
2. ↑  "Western Philosophy". Encyclopedia Britannica. Truy cập ngày 28 tháng 3 năm 2021. Western Marxists were concerned less with the actual political or economic practice of Marxism than with its philosophical interpretation, especially in relation to cultural and historical studies. In order to explain the inarguable success of capitalist society, they felt it necessary to explore and understand non-Marxist approaches and all aspects of bourgeois culture.
3. ↑  Anderson 1976, tr. 30.
4. ↑  Anderson 1976, tr. 49-50.
5. ↑  Jacoby 1981, tr. 109.
6. ↑  Jay 1984, tr. 3-4.